# Platysaurus imperator
Platysaurus imperator (імператорська пласка ящірка) — вид ящірок родини поясохвостів (Cordylidae). Мешкає в Південній Африці.

## Поширення і екологія
Імператорські пласкі ящірки мешкають на північному сході Зімбабве та в сусідніх районах Мозамбіку. Вони живуть в тріщинах серед гнейсових скель у мезофільних саванах. Живляться жуками, личинками і комахами. Відкладають яйця, в кладці 2 яйця.